# Núi John Laurie
Núi John Laurie là một ngọn núi ở dãy núi Rocky của Canada, thuộc tỉnh Alberta.

## Tên gọi
Tên chính thức được đặt là núi John Laurie vào năm 1961, nó còn được gọi là núi Laurie, hoặc theo tên trong ngôn ngữ Nakoda là núi Yamnuska, hoặc đơn giản là Yamnuska. Yamnuska dịch thành "bức tường đá" và bắt nguồn từ chữ Stoney Nakoda trong tiếng Iyamnathka mô tả những vách đá dựng đứng hoặc "ngọn núi mặt phẳng".
John Lee Laurie (1899–1959), là người sáng lập Hiệp hội Anhđiêng ở Alberta. Việc đổi tên năm 1961 của ngọn núi được đưa ra theo yêu cầu của Stoney Nakoda First Nation. Laurie, một nhà giáo dục và nhà hoạt động chính trị, từng là thư ký của Hiệp hội Anhđiêng ở Alberta từ năm 1944 đến 1956, thúc đẩy sự chấp thuận của người dân bản địa Alberta.

## Đỉnh núi và hoạt động leo núi
Nằm ở độ cao xấp xỉ 2.240 m (7.350 ft) so với mực nước biển, núi John Laurie là ngọn núi cuối cùng ở phía bắc thung lũng sông Bow. Nằm gần thành phố Calgary, đây là một "cuộc tranh chấp lớn" nổi tiếng. Đây cũng là một địa điểm leo núi nổi tiếng với hơn 100 tuyến đường thuộc mọi cấp độ khó trải rộng trên bề mặt của núi.

## Địa chất và tiếp cận
Núi John Laurie là kết quả của đứt gãy McConnell Thrust, mà đưa điện trở, vách đá cacbonat hình thành từ kỷ Cambri thuộc địa tầng Eldon trên địa điểm này trẻ và yếu hơn nhiều so với đá Clastic thuộc địa tầng sông Belly của Kỷ Phấn Trắng. Các đứt gãy nằm ở chân của vách đá, thể hiện sự chênh lệch tuổi tác khoảng 450 triệu năm.
Giao lộ Highway 1X và Highway 1A (Bow Valley Trail), nằm về phía đông khoảng hai km hai kilômét (1,2 mi). Rẽ vào bãi đậu xe có bảng hiệu "Yamnuska."